# IC 4710
IC 4710 ist eine Balken-Spiralgalaxie mit ausgedehnten Sternentstehungsgebieten vom Hubble-Typ SBm im Sternbild Pfau am Südsternhimmel. Sie ist schätzungsweise 28 Millionen Lichtjahre von der Milchstraße entfernt und hat einen Durchmesser von etwa 35.000 Lichtjahren.
Im selben Himmelsareal befinden sich u. a. die Galaxien IC 4713, IC 4714, PGC 301567.
Das Objekt wurde am 18. August 1900 von dem Astronomen DeLisle Stewart entdeckt und später von Johan Dreyer im Index Catalogue verzeichnet.